# توني وارد (لاعب كرة قدم)
توني وارد (بالإنجليزية: Tony Ward)‏ (8 أكتوبر 1954 بدبلن في جمهورية أيرلندا - ) هو لاعب اتحاد الرغبي ولاعب كرة قدم أيرلندي في مركز رامي متوسط ‏. شارك مع منتخب أيرلندا الوطني لاتحاد الرغبي. أما مع النوادي، فقد لعب مع نادي شامروك روفرز ونادي يميريك وMunster Rugby ‏ ولينستر رغبي والنادي البربري ‏.

## وصلات خارجية
- توني وارد على موقع قاعدة بيانات كرة القدم.إي يو (الإنجليزية)
- توني وارد عل موقع إسبنسكروم (الإنجليزية)